# Aleksej Uljukajev

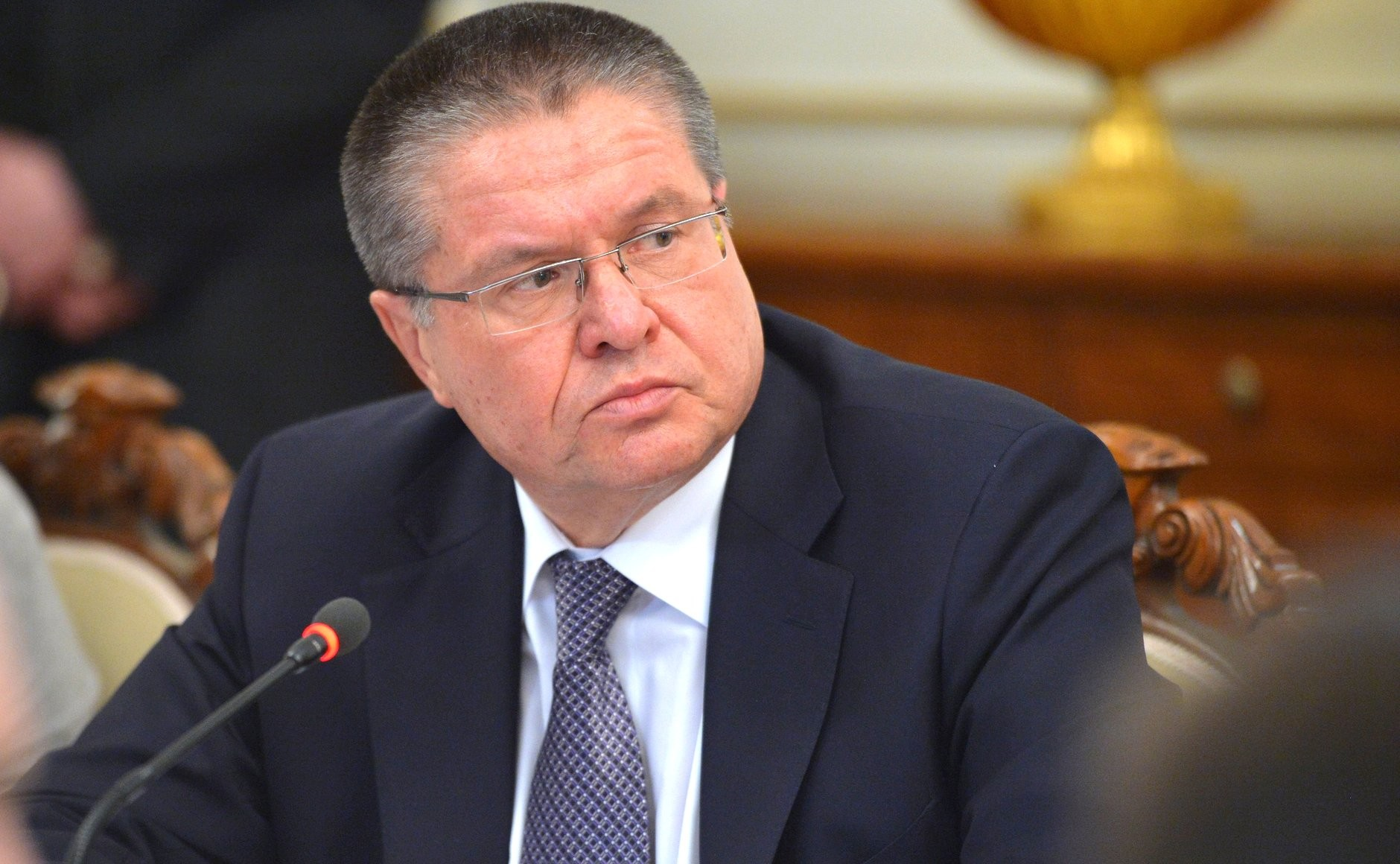
Aleksej Uljukajev i april 2015.

Aleksej Valentinovitj Uljukajev (ryska: Алексей Валентинович Улюкаев; född 23 mars 1956, Moskva) är en rysk politiker, forskare och ekonom. Mellan 24 juni 2013 och 15 november 2016 höll han Rysslands federala minister för ekonomisk utveckling i regeringen Medvedev. Från 2004 till 2013 höll han posten som vice ordförande i Rysslands centralbank. Han har doktorsexamen i ekonomisk vetenskap.

## Arrestering och utredning
Rysslands utredande kommitté meddelade att Uljukajev hade fängslats i november 2016 på grund av påståenden att han fått en muta på två miljoner dollar för en bedömning som ledde till det kremlstyrda oljebolaget Rosnefts förvärv av 50 procent av aktierna i Bashneft. Efter en tid av övervakning genomfördes en stingoperation. Samma dag avskedade Vladimir Putin honom från ministerposten. Hans prövning inleddes i augusti 2017. Den 15 december 2017 befanns Uljukajev vara skyldig och dömdes till åtta års straffarbete i sträng regim och böter på 130 miljoner rubel.